# Blue Sky Studios
Cet article possède un paronyme, voir Blue Sky.

Ancien logo de Blue Sky Studios.

Blue Sky Studios Inc. est un ancien studio d'animation en images de synthèse américain qui a été créé par Chris Wedge en 1987 à New York et dissous en 2021. Blue Sky faisait partie du Fox Entertainment Group.

## Historique
Blue Sky commence par produire des courts-métrages (Balloon Guy, Joe's Appartement) en utilisant le logiciel maison CGI Studio. En 1997, le Fox Entertainment Group entre dans le capital de la société et lui confie les effets spéciaux de certains de ses films : Alien, la résurrection (Alien Resurrection) (1997), Fight Club (1999) et Titan A.E. (2000).
À la suite de l'échec de Titan A.E. et de la fermeture de ses studios de Phoenix, 20th Century Fox Animation double les effectifs de Blue Sky pour accélérer la production du premier long-métrage de la firme, L'Âge de Glace (L'Ère de Glace au Québec), sorti en 2002.
Le 14 décembre 2017, The Walt Disney Company annonce avoir racheté plusieurs actifs de 21st Century Fox, maison mère du studio 20th Century Fox, dont Blue Sky Studios Inc.
Le 9 août 2019, Disney nomme Andrew Millstein comme co-président de Blue Sky Studios, l'ancien président Robert L. Baird conservant son rôle de chef créatif et Clark Spencer remplace Millstein comme président de Walt Disney Animation Studios,.
Le 9 février 2021, la compagnie Disney annonce la fermeture du studio en raison de la baisse d'activités liée à la pandémie de Covid-19, annulant au passage la sortie de la dernière production des artistes de Blue Sky, Nimona réalisée par Patrick Osborne et prévue pour janvier 2022. La fermeture concerne 450 employés basés à Greenwich, Connecticut qui devraient pouvoir postuler dans les autres studios Disney ainsi qu’Andrew Millstein et Rob Baird, récemment nommés co-présidents. Un an après la fermeture, les anciens employés du studio sortent un ultime court-métrage mettant en scène Scrat ayant enfin récupéré son gland et le mange.

## Filmographie

### Longs métrages
- 2002 : L'Âge de glace ou L'Ère de glace au Québec (Ice Age) de Chris Wedge et Carlos Saldanha
- 2005 : Robots de Chris Wedge et Carlos Saldanha
- 2006 : L'Âge de glace 2 ou L'Ère de glace 2 au Québec (Ice Age: The Meltdown) de Carlos Saldanha
- 2008 : Horton (Dr.Seuss Horton Hears a Who!) de Jimmy Hayward et Steve Martino
- 2009 : L'Âge de glace 3 : Le Temps des dinosaures ou L'Ère de glace 3 au Québec (Ice Age: Dawn of the Dinosaurs) de Carlos Saldanha et Mike Thurmeier
- 2011 : Rio de Carlos Saldanha
- 2012 : L'Âge de glace 4 : La Dérive des continents ou L'Ère de glace : la Dérive des continents au Québec (Ice Age: Continental Drift) de Steve Martino et Mike Thurmeier
- 2013 : Epic : La Bataille du royaume secret de Chris Wedge
- 2014 : Rio 2 de Carlos Saldanha
- 2015 : Snoopy et les Peanuts, le film (The Peanuts Movie) de Steve Martino
- 2016 : L'Âge de glace : Les Lois de l'Univers ou L'Ère de glace 5 au Québec (Ice Age: Collision Course) de Mike Thurmeier et Galen T. Chu
- 2017 : Ferdinand de Carlos Saldanha
- 2019 : Les Incognitos (Spies in Disguise) de Nick Bruno et Troy Quane

### Courts métrages
- 1998 : Bunny de Chris Wedge
- 2002 : L'Aventure inédite de Scrat (dérivé de L'Âge de glace) de Carlos Saldanha
- 2005 : Tante Fanny (dérivé de Robots) de Chris Gilligan
- 2006 : Il était une noix (dérivé de L'Âge de glace 2) de Chris Renaud et Mike Thurmeier
- 2008 : Sid : Opération survie (dérivé de L'Âge de glace 3 : Le Temps des dinosaures) de Galen T. Chu et Karen Disher
- 2011 : L'Âge de glace : Un Noël de mammouths, de Karen Disher (TV)
- 2015 : Scrat-tastrophe cosmique ! (dérivé de L'Âge de glace : Les Lois de l'univers) de Mike Thurmeier et Galen T. Chu
- 2016 : L'Âge de glace : La Grande Chasse aux œufs de Ricardo Curtis (TV)